# 东管头南站
东管头南站位于中华人民共和国北京市丰台区太平桥街道与丰台街道交界，东管头南街与北京西站南路交叉处西北象限，是北京地铁房山线和16号线的地铁换乘站。

## 车站结构

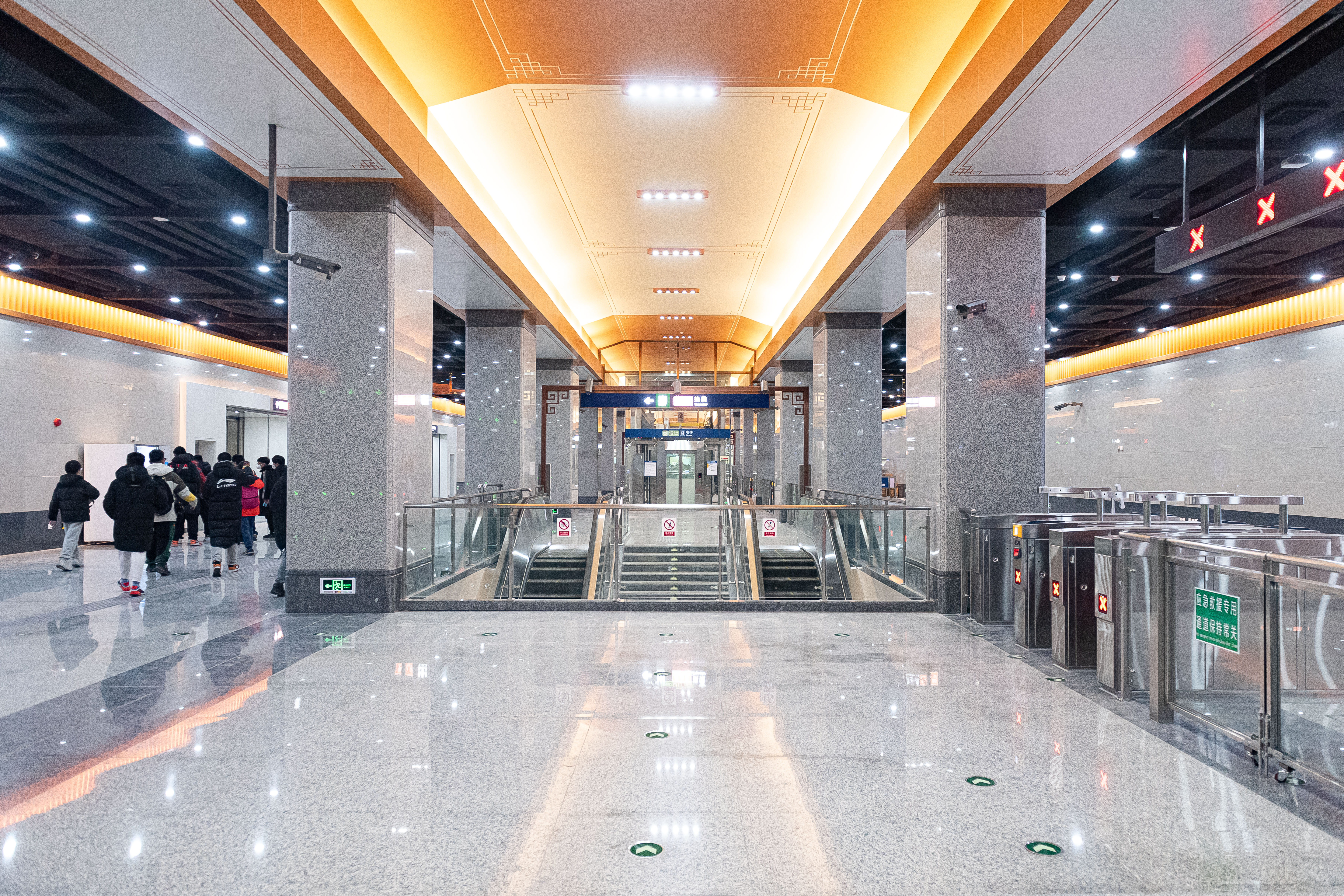
16号线站厅（2022年12月摄）

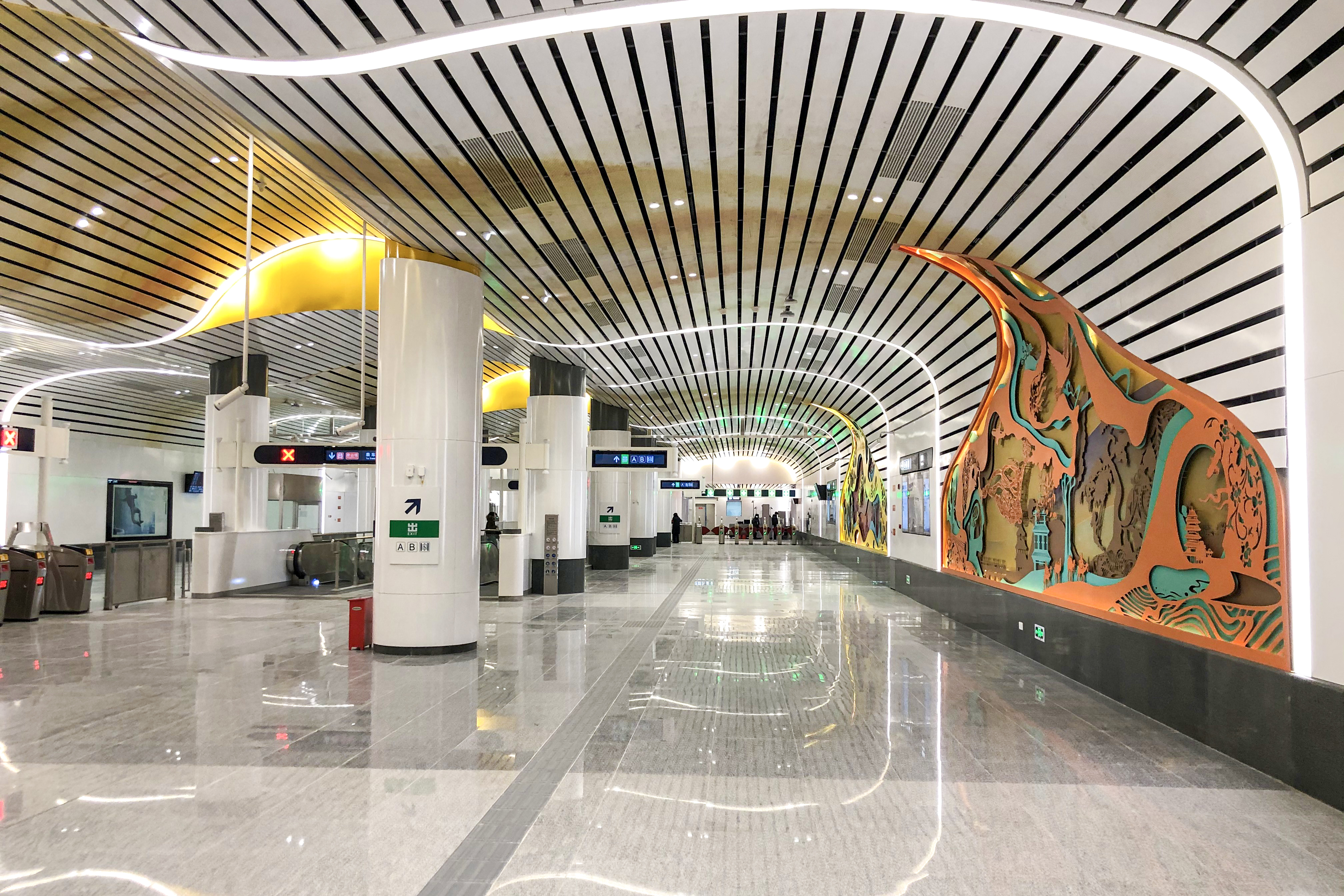
房山线站厅（2021年1月摄）

16号线车站为岛式车站，呈东西走向，位于东管头南街。房山线车站为地下双柱三跨岛式站台车站，位于东管头南街与北京西站南路交叉处的西北象限。房山线与16号线在本站呈T型换乘，且房山线下穿16号线。房山线月台北端设有一组双存车线，目前所有房山线列车皆使用该组双存车线进行折返。正线北端尽头则预留了继续向北延伸条件。
|                   |  | █ 16号线往北安河（丽泽商务区） |
| 島式 · 開左邊车门 |  |                                |
|                   |  | █ 16号线往宛平城（丰台站）     |

|                   |  | █ 房山线落客               |
| 島式 · 開左邊车门 |  |                            |
|                   |  | █ 房山线往阎村东（首经贸） |

## 出入口
本站现有5个出入口，其中B、E口设有直梯，F口与16号线站厅、房山线站厅均可直通，E口是唯一位于京沪铁路以南的出入口。
|                        |              |                                    |      |            |
|                        |              |                                    |      |            |
| 编号                   | 指示         | 建议前往的目的地                   | 照片 | 无障碍设施 |
| 连通 房山线站厅        |              |                                    |      |            |
| 出口 · A               | 西三环南路   | 西三环南路（东侧）                 |      | 不適用     |
| 出口 · B · 升降机标志  | 北京西站南路 | 北京西站南路、金中都南路、东管头街 |      |            |
| 连通 16号线站厅        |              |                                    |      |            |
| 出口 · C               | 北京西站南路 | 北京西站南路（西侧）               |      | 不適用     |
| 出口 · E · 升降机标志  | 西三环南路   | 西三环南路（东侧）                 |      |            |
| 连通 16号线 房山线站厅 |              |                                    |      |            |
| 出口 · F               | 北京西站南路 | 北京西站南路（西侧）               |      | 不適用     |
| 註： 設有              |              |                                    |      |            |